# Cantone di Puriscal
Il cantone di Puriscal è un cantone della Costa Rica facente parte della provincia di San José.

## Geografia antropica

### Suddivisioni amministrative
Il cantone  è suddiviso in 9 distretti:
- Barbacoas
- Candelarita
- Chires
- Desamparaditos
- Grifo Alto
- Mercedes Sur
- San Antonio
- San Rafael
- Santiago